# ディープ・シックス
『ディープ・シックス』(Deep Six)は、1986年にリリースされたコンピレーション・アルバム。1980年代に活躍したグランジ・バンドの楽曲が収録された。

## 収録曲
1. "10,000 Things" - 3:37（グリーン・リヴァー）
2. "Scared" - 2:19（メルヴィンズ）
3. "Blessing the Operation" - 0:44（メルヴィンズ）
4. "With Yo' Heart (Not Yo' Hands)" - 3:54（マルファンクション）
5. "Throb" - 5:29（スキン・ヤード）
6. "Heretic" - 3:22（サウンドガーデン）
7. "Tears to Forget" - 2:06（サウンドガーデン）
8. "Stars-N-You" - 1:46（マルファンクション）
9. "Grinding Process" - 2:09（メルヴィンズ）
10. "She Waits" - 0:40（メルヴィンズ）
11. "The Birds" - 3:56（スキン・ヤード）
12. "All Your Lies" - 3:53（サウンドガーデン）
13. "Your Own Best Friend" - 6:21（グリーン・リヴァー）
14. "They" - 3:32（Uメン）